# 웨일스 럭비 유니언 국가대표팀
웨일스 럭비 유니언 국가대표팀은 웨일스를 대표하는 럭비 유니온 국가대표팀이다. 별명은 "The Red Dragons (더 레드 드래곤즈)".이다. 축구에 비해 럭비 유니온의 인기가 높은 웨일스에서는 이 팀의 인기가 절대적으로 높다. 최근에는 숙명의 라이벌인 잉글랜드 럭비 유니온 국가대표팀을 누르고 식스 네이션스 그랜드 슬램을 달성하였다.